# Peri (Còrsega)
Peri (en cors Peri) és un municipi francès, situat a la regió de Còrsega, al departament de Còrsega del Sud. L'any 2006 tenia 1.449 habitants.

## Demografia
| 1962 | 1968 | 1975 | 1982 | 1990 | 1999 | 2006 |
| ---- | ---- | ---- | ---- | ---- | ---- | ---- |
| 487  | 493  | 507  | 626  | 924  | 1140 | 1449 |

## Administració
| Període   | Identitat      | Partit | Qualitat |
| --------- | -------------- | ------ | -------- |
| 2008-     | Xavier Lacombe | UPM    |          |
| 1983-2008 | Ange Guerrini  |        |          |